# حسن‌آباد (لیلان)
حسن‌آباد، روستایی در دهستان لیلان جنوبی بخش مرکزی شهرستان لیلان در استان آذربایجان شرقی ایران است.

## جمعیت
بر پایه سرشماری عمومی نفوس و مسکن در سال ۱۳۹۵، جمعیت این روستا برابر با ۱٬۱۴۴ نفر (۳۴۱ خانوار) بوده‌است.